# 马修·布热津斯基
马修·布热津斯基（英語：Matthew Brzezinski，1965年10月7日—）是一位波兰裔美国作家和记者，写过四本著作。

## 生平
1965年出生在加拿大。 1991年毕业于麦吉尔大学。1990年代初在波兰华沙作记者，曾经给包括纽约时报、经济学人和英国卫报等报纸写稿。1990年代末他担任华尔街日报莫斯科和基辅分社的员工记者。 搬回美国之后，担任纽约时报杂志作家，撰写过九一一袭击事件后的反恐怖主义相关议题文章。 他的文章还在其他媒体刊登过，比如华盛顿邮报杂志、 洛杉矶时报 和Mother Jones。

## 家族
他是前美国国家安全顾问兹比格涅夫·布热津斯基和妻子埃米莉·贝奈斯·布热津斯基的侄子。还是米卡·布热津斯基、伊恩·布热津斯基和马克·布热津斯基的堂兄弟。
他目前和妻子及三个孩子住在美国埃塞克斯县 (马萨诸塞州)的小镇上。